# 马尔科·索尔弗里尼
马尔科·索尔弗里尼（義大利語：Marco Solfrini，1958年1月30日—2018年3月24日），意大利男子篮球运动员。他曾代表意大利获得1980年夏季奥运会篮球比赛男子银牌。他于2018年在帕爾馬去世。